# 216331 Panjunhua
216331 Panjunhua este o planetă minoră (asteroid), cu un diametru de 2,038 km, din centura de asteroizi. A fost descoperită pe 5 noiembrie 2007 la Xuyi County⁠(d) de Observatorul de pe Muntele Purpuriu⁠(d). 
Obiectul prezintă o orbită caracterizată de o semiaxă mare de 2,2976442658637 UAi, o excentricitate de 0,13309971525797, o înclinație de 3,7449850087056 ° în raport cu ecliptica.